# دریاچه اریدانیا

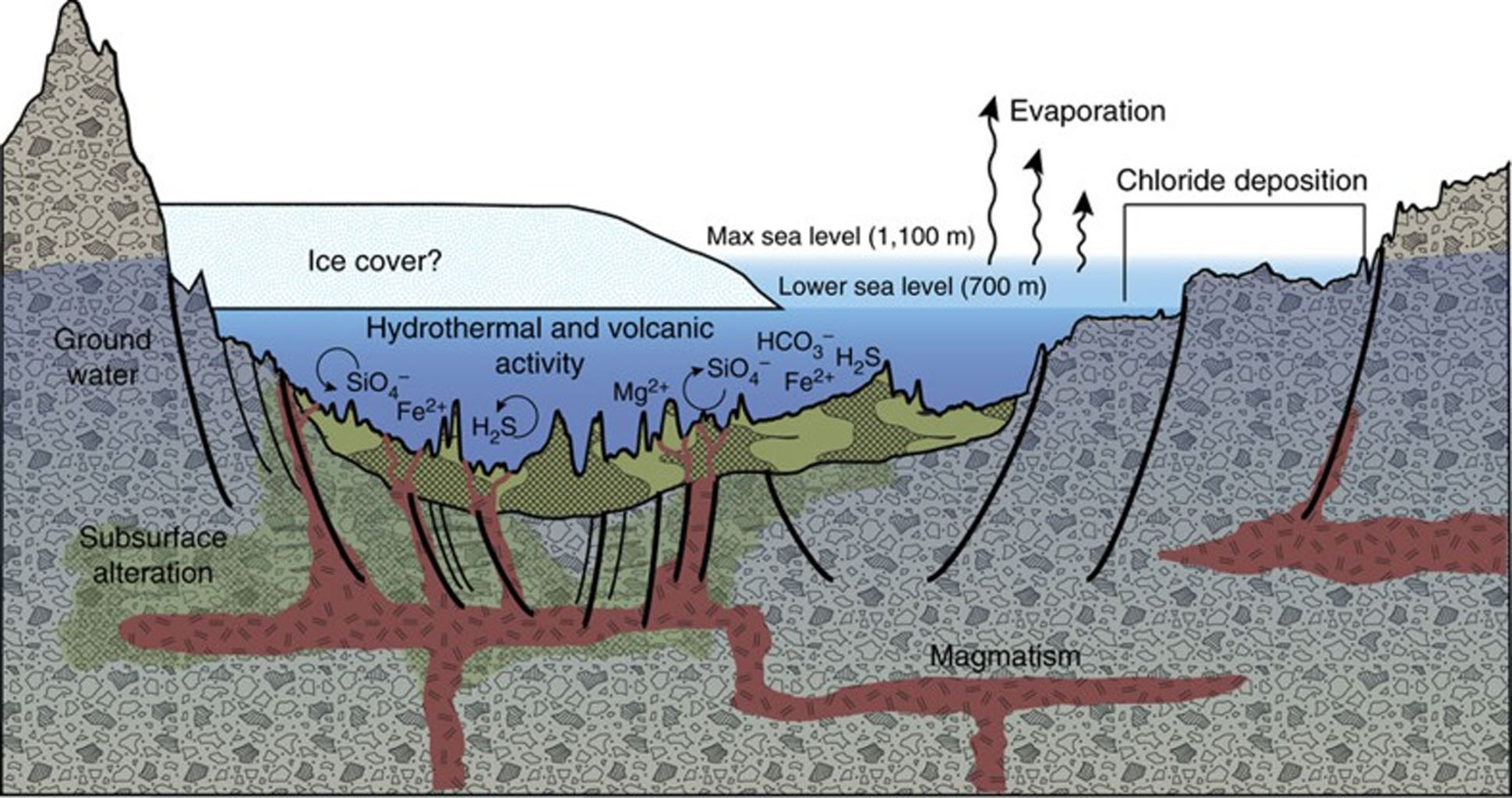
نموداری که نشان می‌دهد چگونه فعالیت‌های آتشفشانی ممکن است باعث رسوب مواد معدنی در کف «دریاچهٔ اریدانیا» شده‌باشد. کلریدها در طول خط ساحلی با تبخیر رسوب کردند.

دریاچهٔ اریدانیا (Eridania Lake)، محلی دریاچه‌مانند و باستانی در سیاره بهرام (مریخ) است.
مساحت این دریاچه ۱٫۱ میلیون کیلومتر مربع است و در سرچشمهٔ کانال برون‌ریز دره‌وار مَعادیم واقع شده‌است.
هنگامی که دریاچه اریدانیا در دور نوحی پسین خشک شد سطح آن به چندین دریاچه کوچک‌تر تقسیم شد.